# Са, Орланду
Орланду Карлуш Брага ди Са (порт. Orlando Carlos Braga de Sá; 26 мая 1988, Барселуш) — португальский футболист, нападающий.

## Клубная карьера
Орланду начинал свою карьеру в системе клуба третьего португальского дивизиона «Эшпозенди». В 2002 году он пополнил более известную «Брагу». 5 января 2009 года Орланду дебютировал в высшем дивизионе в матче против клуба «Белененсиш». Свой первый гол он забил 7 марта того же года в матче с командой «Эштрела».
В 2009 году форвард перебрался в стан «Порту». В сезоне 2009/10 он сыграл всего в двух матчах чемпионата, но также стал обладателем Кубка Португалии. Следующий сезон Орланду провёл на правах аренды в «Насьонале», а затем покинул команду.
В последний день летнего трансферного окна 2011 года Орланду присоединился к английскому «Фулхэму» на правах свободного агента. Он испытывал проблемы с адаптацией в стране, редко играл. Свой единственный гол Орланду забил 31 декабря 2011 года в игре с «Норвич Сити». В конце сезона 2011/12 он расторг контракт с «Фулхэмом».
30 июля 2012 года Орланду Са присоединился к кипрскому клубу «АЕЛ». В своём дебютном сезоне за новый клуб он забил пять голов в двадцати матчах. В сезоне 2013/14 Орланду улучшил свою результативность и долгое время участвовал в гонке бомбардиров кипрской лиги.
29 июня 2015 года Са подписал контракт с «Редингом».
28 февраля 2018 года Са перешёл в «Хэнань Цзянье». Сумма трансфера составила 8 млн евро.

## Карьера в сборной
Выступал за юношескую и молодёжную сборные своей страны. 11 февраля 2009 года Орланду дебютировал за сборную Португалии в матче против национальной сборной Финляндии.

### Матчи за сборную Португалии
| Матчи и голы Са за сборную Португалии | Матчи и голы Са за сборную Португалии | Матчи и голы Са за сборную Португалии | Матчи и голы Са за сборную Португалии | Матчи и голы Са за сборную Португалии | Матчи и голы Са за сборную Португалии |
| №                                     | Дата                                  | Соперник                              | Счёт                                  | Голы Са                               | Соревнование                          |
| ------------------------------------- | ------------------------------------- | ------------------------------------- | ------------------------------------- | ------------------------------------- | ------------------------------------- |
| 1                                     | 11 февраля 2009                       | Финляндия                             | 1:0                                   | -                                     | Товарищеский матч                     |

Итого: 1 матч / 0 голов; 1 победа, 0 ничьих, 0 поражений.

## Личная жизнь
Женат на португальской певице Сабрине.

## Достижения
- Обладатель Кубка Португалии: 2009/10